# سرطان ای‌ان‌بی
سرطان ای‌ان‌بی یا چنگار ای‌ان‌بی (به انگلیسی: Esthesioneuroblastoma) یک شکل نادر سرطان شامل حفره بینی است و بر این باور بودند که از اپیتلیوم بویایی به وجود می آیند. که می‌تواند باعث دست دادن بینایی، و طعم می‌شود. این است که اغلب ان را مترادف با “نوروبلاستوم بویایی”میداند اما بافت منشاء هنوز به خوبی مشخص نشده‌است. همراه با تریزومی ۸ مشاهده شده‌است.
این برای اولین بار در سال ۱۹۲۴ مشخص شد.
به گزارش بی‌بی‌سی، تنها ۲۰۰ مورد از این بیماری در سراسر جهان در دو دهه گذشته ثبت شده‌است . در ایالات متحده امریکا میان سال‌های ۱۹۷۸ تا ۱۹۹۰ تنها ۸۴ مورد گزارش شده‌است.